# Sauvetrea unicarinata
Sauvetrea unicarinata là một loài thực vật có hoa trong họ Lan. Loài này được (C.Schweinf.) Szlach. mô tả khoa học đầu tiên năm 2007.